# Ford Country Sedan
Ford Country Sedan (укр. Форд Кантрі Седан) — повнорозмірний універсал, який випускався компанією Ford Motor Company з 1952 по 1974 роки.

## Опис моделі
Модель базувалась на платформі повнорозмірних моделей Форд щорічного випуску. Country Sedan був універсалом середнього рівня оздоблення в лінійці Ford. На відміну від вищого Country Squire, Country Sedan відрізнявся просторовим кузовом: він міг вміщати до 9 пасажирів.
Базою для Кантрі Седана став Customline 1952–1954 років. Починаючи з 1955 року, Форд встановив власні серії універсалів і Кантрі Седан продовжував представляти універсали середнього рівня. Протягом 1960-х і 1970-х років, Кантрі Седан в комплектаціях був зближений з Galaxie і Galaxie 500. Моделі 1972–1974 років продавались під назвою Galaxie 500 Country Sedan, а з 1975 року — як універсал «LTD wagon». До того часу оздоблення було ідентичним до Country Squire, за винятком бокових панелей з оздобленням «під дерево».

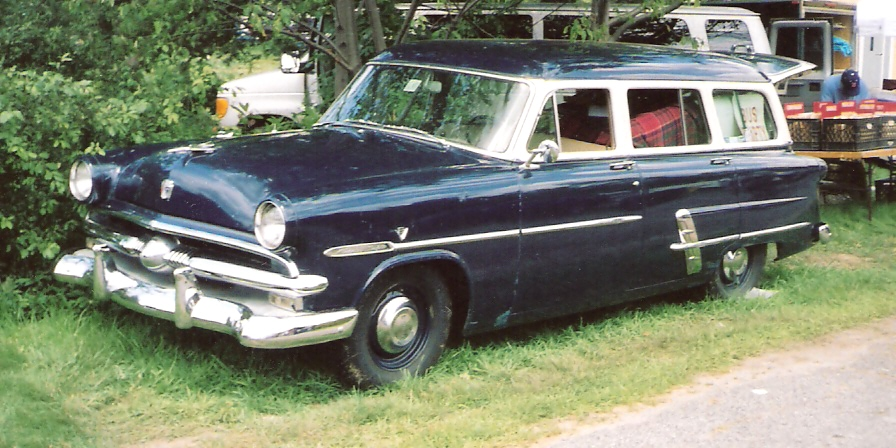
Ford Customline Country Sedan 1953 року
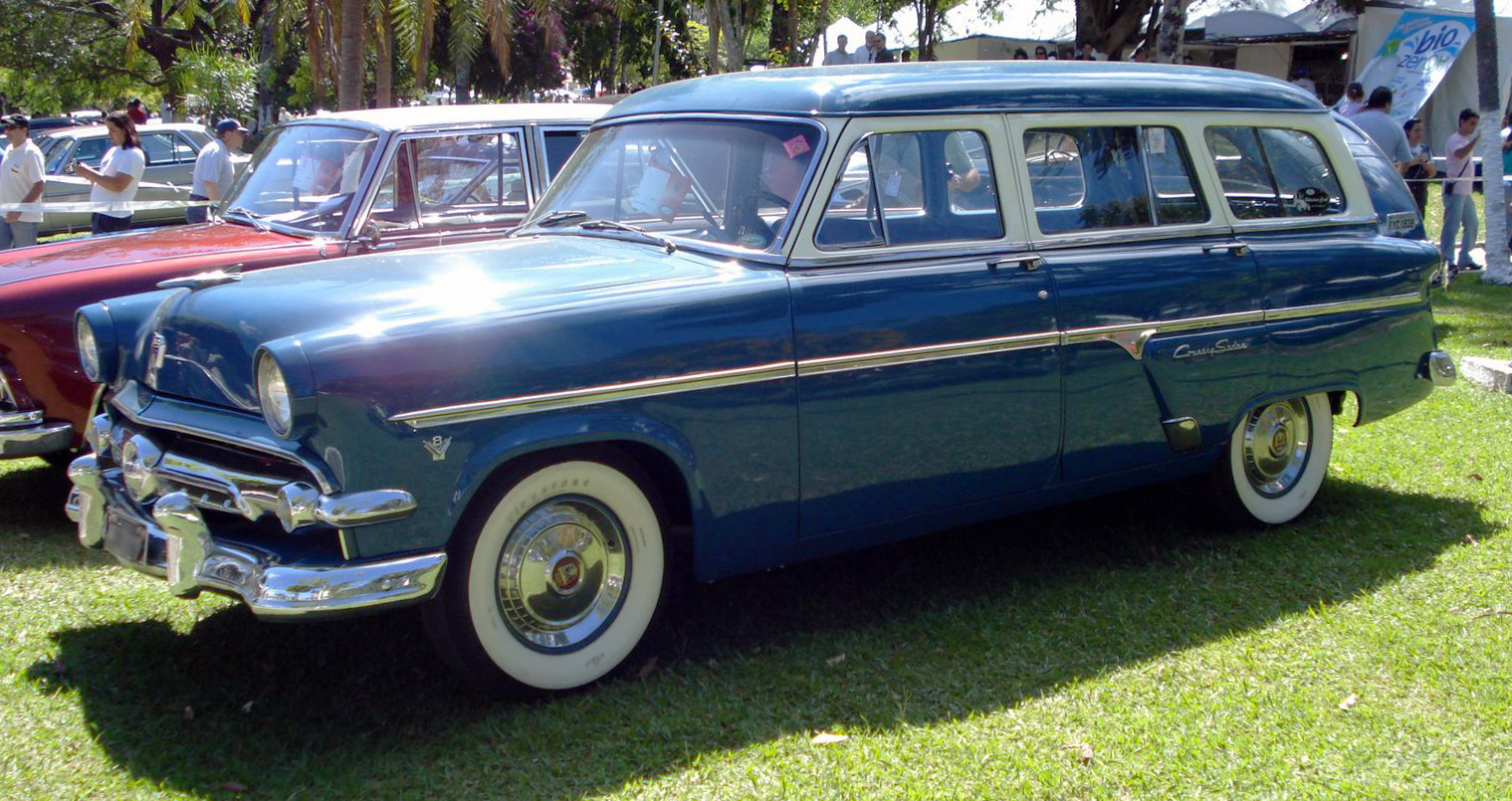
Ford Customline Country Sedan 1954 року
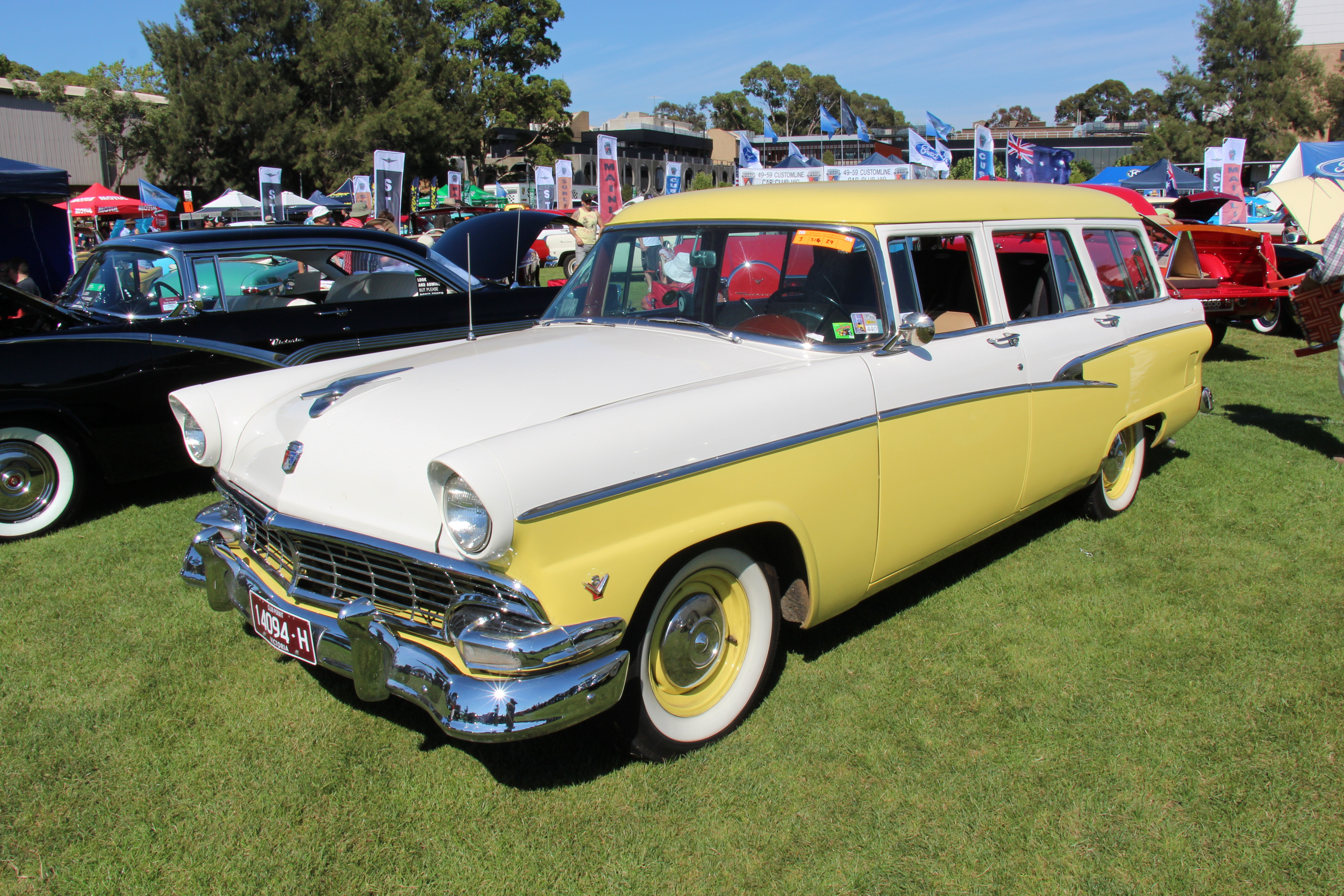
Ford Country Sedan 6-місний 1956 року
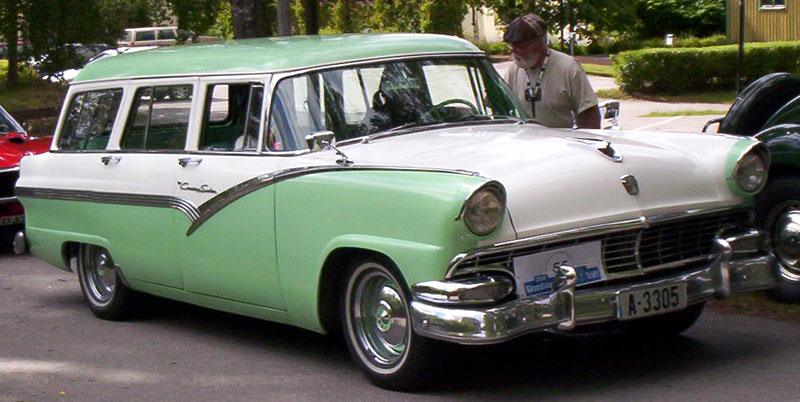
Ford Country Sedan 8-місний 1956 року
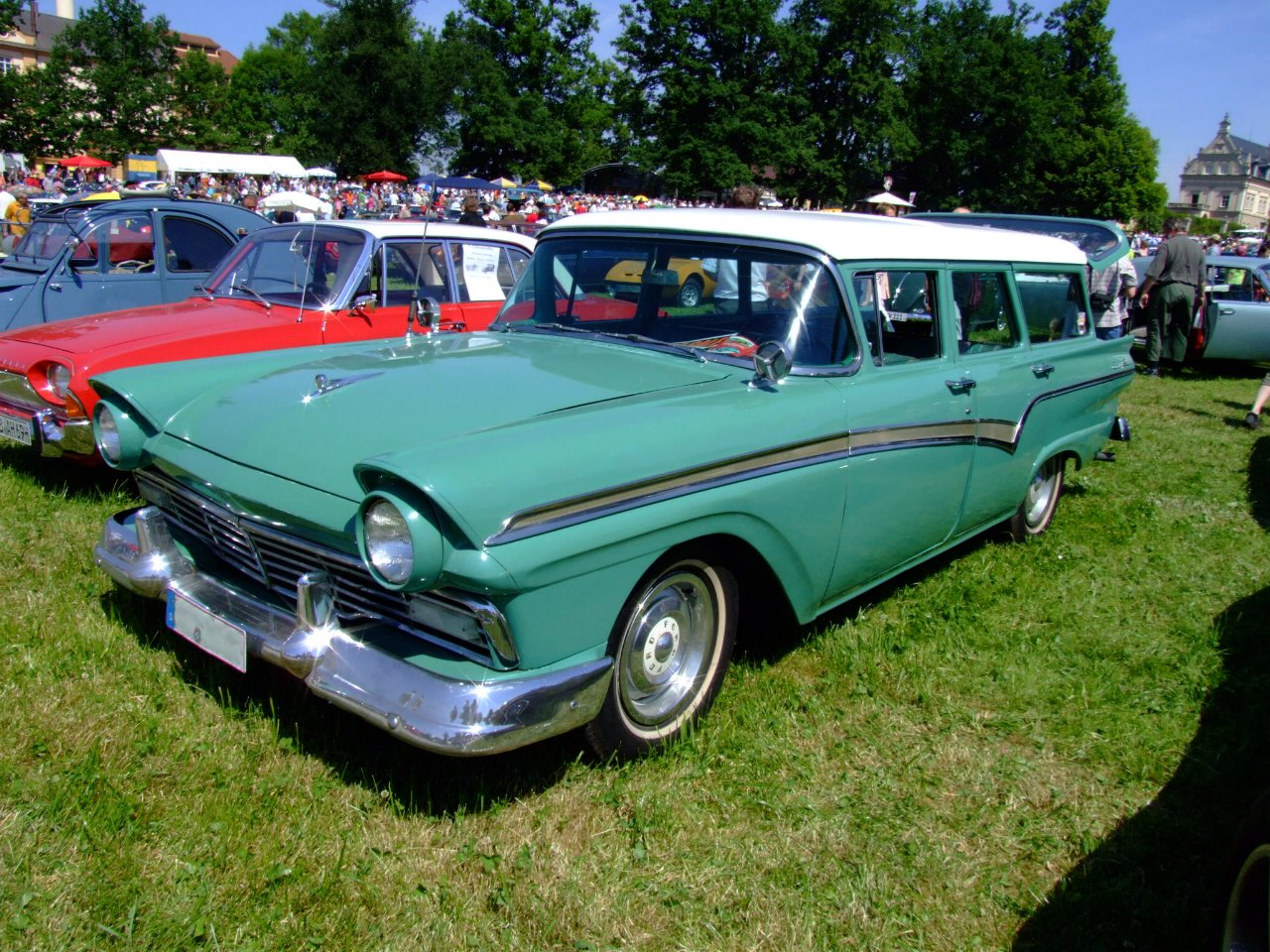
Ford Country Sedan 1957 року
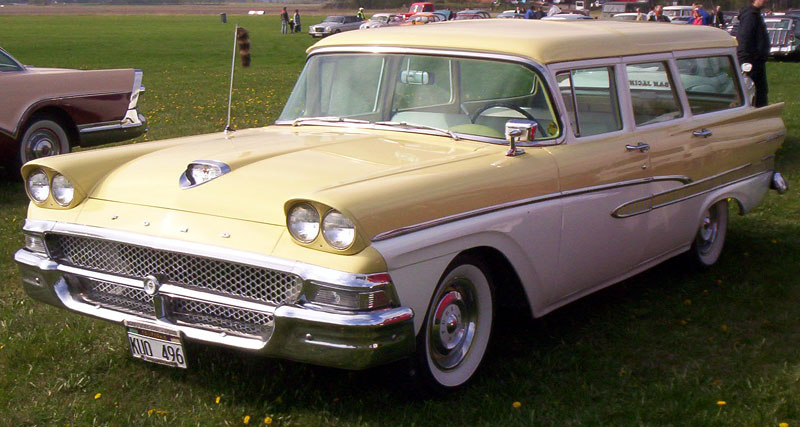
Ford Country Sedan 1958 року
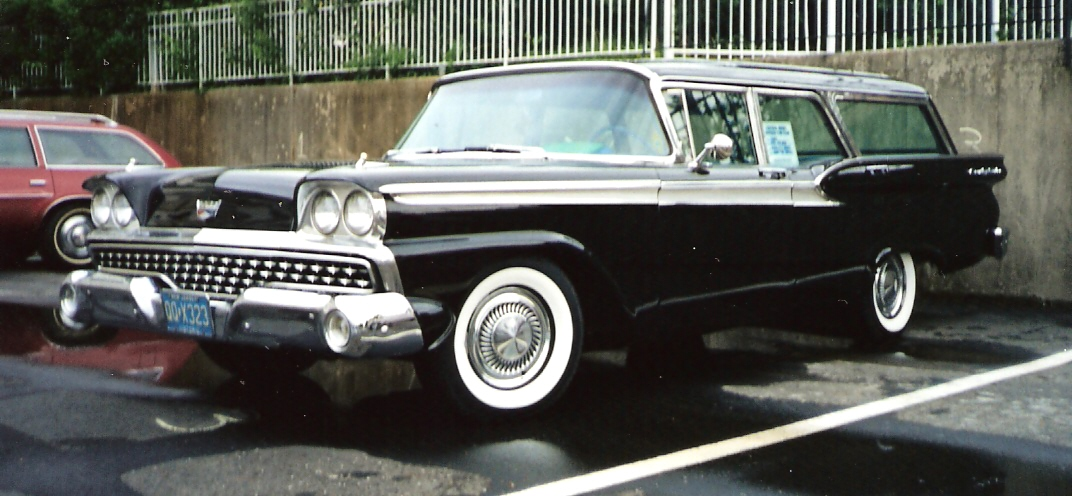
Ford Country Sedan 1959 року
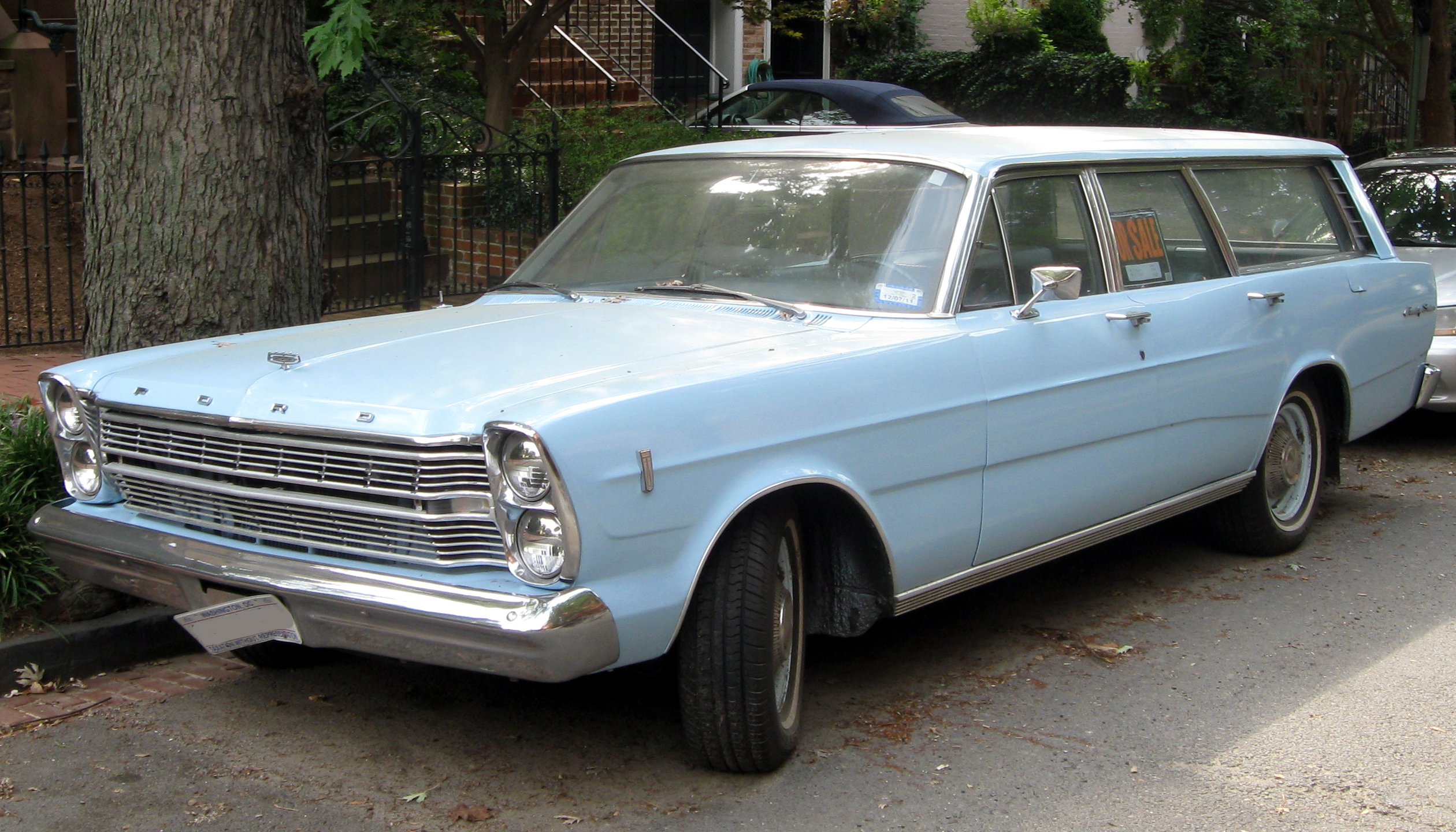
Ford Country Sedan 1966 року
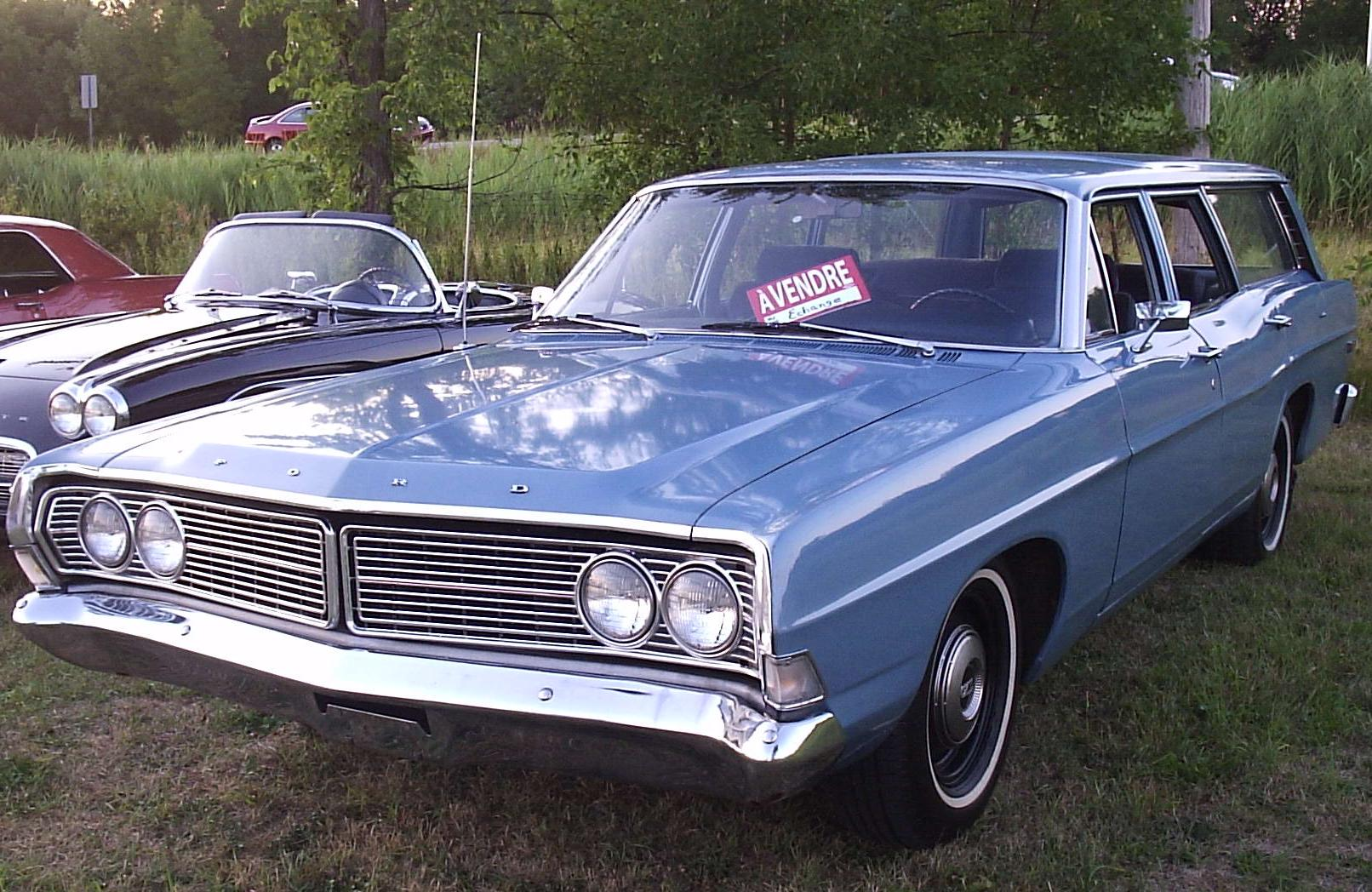
Ford Country Sedan 1968 року
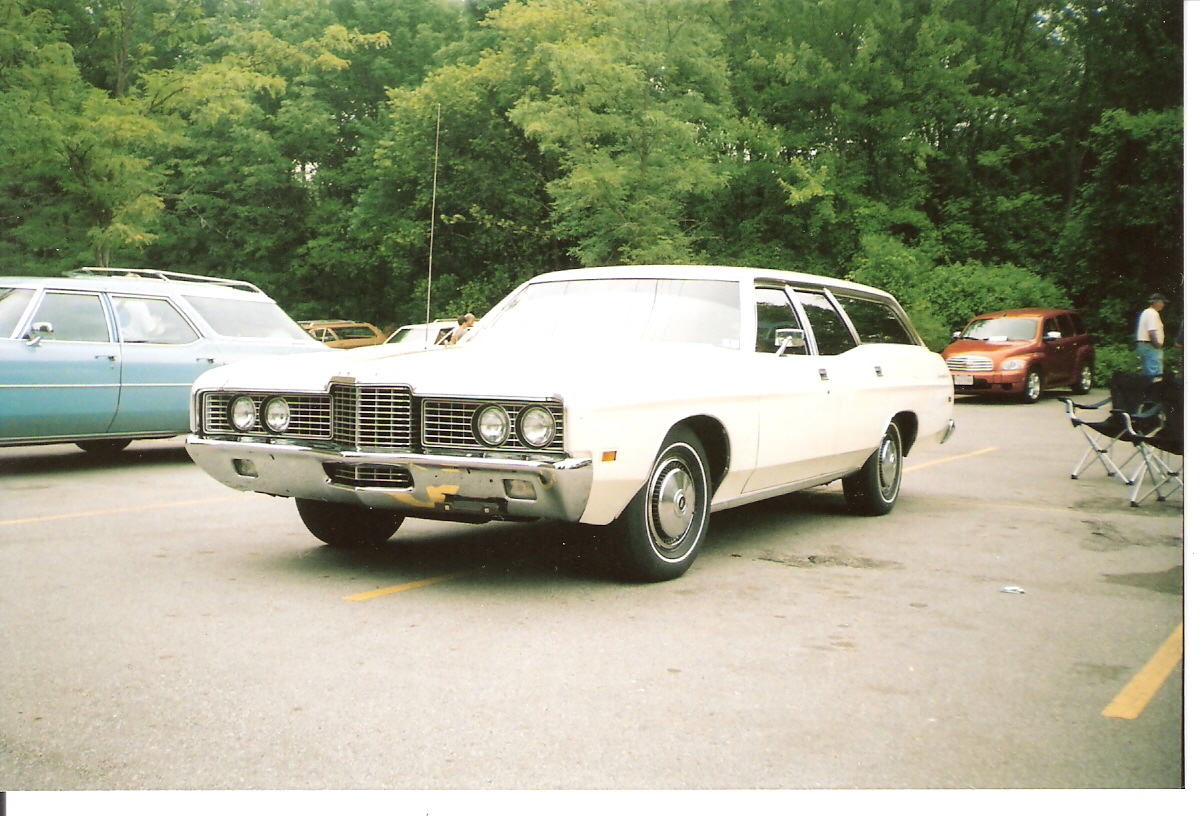
Ford Galaxie 500 Country Sedan 1972 року
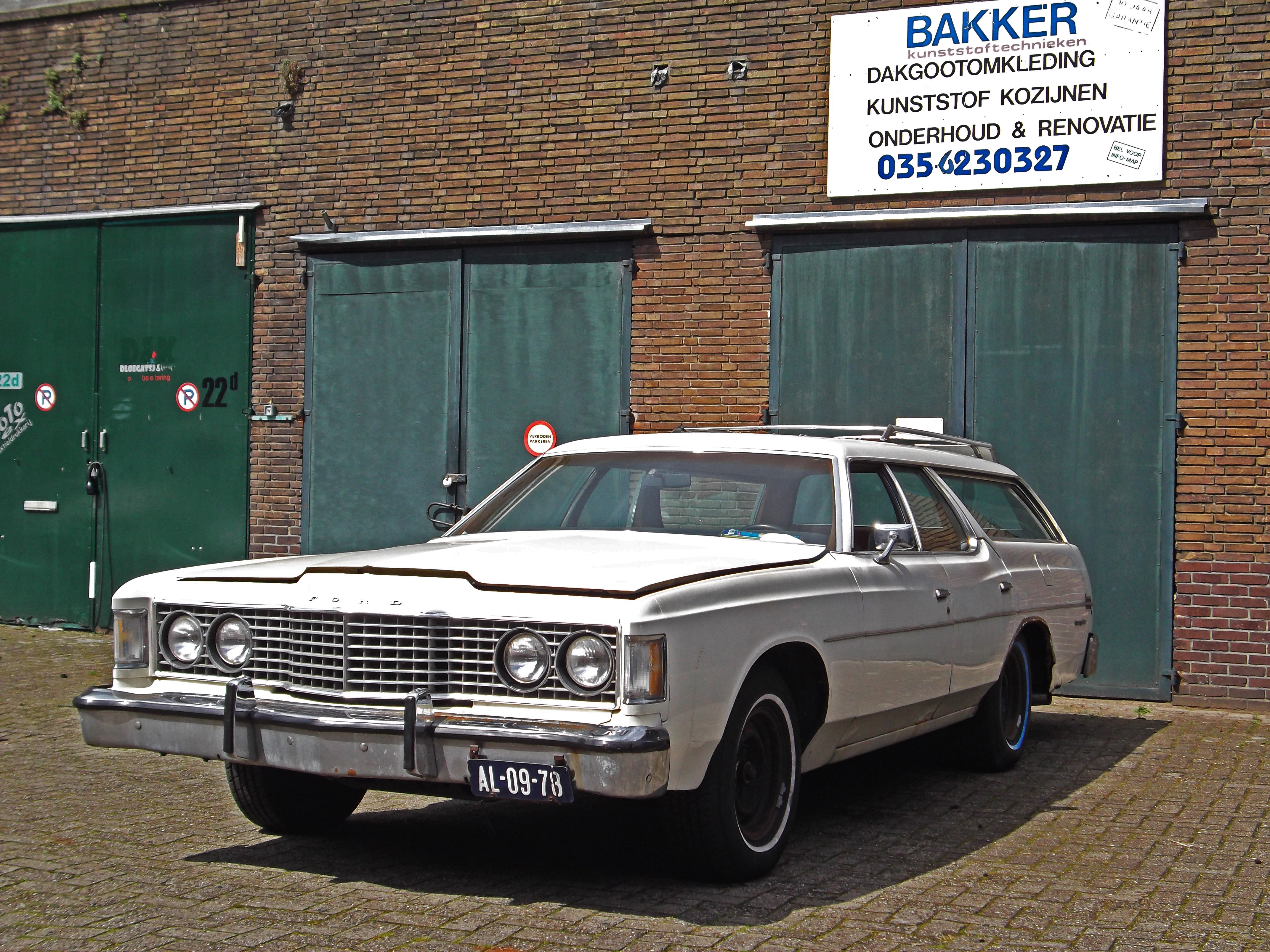
Ford Galaxie 500 Country Sedan 1973 року